# 潔拉爾蒂 (阿爾巴尼亞王后)
潔拉爾蒂（英語：Geraldine，1915年8月6日—2002年10月22日），匈牙利贵族和阿尔巴尼亚王后。她来自匈牙利一个贵族家庭，母亲是一名美国外交官的女兒。
潔拉爾蒂在匈牙利和维也纳长大。自幼便以美貌聞名於世，被譽為“匈牙利的白玫瑰”。父親早逝後母親改嫁，把家族的财产花光后的潔拉爾蒂被迫當過打字员也曾在匈牙利国家博物馆工作。1937年，阿尔巴尼亚国王索古一世看到她的照片并受到介绍。次年，潔拉爾蒂和国王結婚，遍邀各國王室政要參加婚禮，德国总理阿道夫·希特勒也送上一部车当结婚礼物。
婚后一年，索古的统治因義大利入侵阿爾巴尼亞而结束，潔拉爾蒂的幸福生活也告終。國王一家先后流亡到英国、法国、埃及、西班牙和南非等国家。
2002年10月22日，潔拉爾蒂在阿尔巴尼亚首都地拉那去世。